# Vorwärts, nicht vergessen solidarität!
Vorwärts, nicht vergessen solidarität! (en castellano: «Adelante, ¡no olvide la solidaridad!») es un álbum recopilatorio de canciones de protesta en vivo y en estudio de artistas de diversas nacionalidades. Fue lanzado en 1985 por el sello Eterna de la República Democrática Alemana.
El álbum posee una participación chilena importante: contiene la canción A Cuba de Víctor Jara, la interpretación de Mikis Theodorakis del poemario Canto General de Pablo Neruda y la versión Boykottiert die Mörder Chiles cuya música fue compuesta por Sergio Ortega, además de finalizar con el tema Venceremos, escrita por Claudio Iturra, musicalizada por Sergio Ortega e interpretada mayoritariamente por Inti-Illimani (los cuales no figuran en los créditos de este álbum).

## Lista de canciones
Todas las canciones son versiones en estudio, salvo que se indique lo contrario.

| Lado A |                               |                   |                 |                                                              |          |  |
| N.º    | Título                        | Música            | Escritor(es)    | Intérprete                                                   | Duración |  |
| 1.     | «Solidaritätslied»            | Hanns Heisler     | Bertolt Brecht  | Ernst Busch                                                  | 2:40     |  |
| 2.     | «A Cuba»                      | Víctor Jara       | Víctor Jara     | Víctor Jara                                                  | 4:30     |  |
| 3.     | «Nonogqo»                     |                   |                 | James Madhlope Phillips und der Bremer Chor Die Teitgenossen | 2:28     |  |
| 4.     | «The house I live in»         | Earl Robinson     | Lewis Allan     | Paul Robeson                                                 | 2:40     |  |
| 5.     | «Island in the sun» (en vivo) | Harry Belafonte   | Harry Belafonte | Harry Belafonte                                              | 5:30     |  |
| 6.     | «Canto General» (en vivo)     | Mikis Theodorakis | Pablo Neruda    | María Farantoúri y Heiner Vogt                               | 2:14     |  |
| 18:24  |                               |                   |                 |                                                              |          |  |

| Lado B |                                       |                      |                 |                                     |          |  |
| N.º    | Título                                | Música               | Escritor(es)    | Intérprete                          | Duración |  |
| 1.     | «Solidarität fängt an»                | Wolfgang Protze      | Gerd Eggers     | Michael Schenker y Gruppe Spartakus | 1:25     |  |
| 2.     | «Saigon ist frei»                     | Leoncarlo Settimelli | Oktoberklub     | Oktoberklub Berlin                  | 2:00     |  |
| 3.     | «W-50-Fahrer in Angola» (en vivo)     | Wolfgang Protze      | Wolfgang Protze | Wolfgang Protze                     | 2:30     |  |
| 4.     | «Boykottiert die Mörder Chiles»       | Sergio Ortega        | Gerd Kern       | Oktoberklub Berlin                  | 2:05     |  |
| 5.     | «Die Nachricht/El Salvador» (en vivo) |                      |                 | Gruppe Spartakus                    | 1:30     |  |
| 6.     | «Solidarität»                         | Kurt Demmler         | Kurt Demmler    | Jahrgang 49                         | 1:40     |  |
| 7.     | «Venceremos» (en vivo)                | Sergio Ortega        | Claudio Iturra  | (*)                                 | 3:30     |  |
| 18:29  |                                       |                      |                 |                                     |          |  |

(*): es posible que este tema haya sido interpretado por Inti-Illimani, quienes eran los que más masificaron el tema; no obstante, en el 8. Festival des politischen Liedes participó Quilapayún, quienes también interpretaban dicha canción.